# Raz kowboj, dwa kowboj
Raz kowboj, dwa kowboj... (ros. Раз ковбой, два ковбой) – radziecki krótkometrażowy film animowany z 1981 roku w reżyserii Anatolija Rieznikowa na podstawie scenariusza Arkadija Chajta. Film rysunkowy wytwórni Ekran. Parodia amerykańskiego westernu. 

## Nagrody
- Dyplom na Międzynarodowym Festiwalu Filmowym w 1981 roku w Bilbao (Hiszpania)[3]